# Flemming Bonne
Flemming Bonne Hansen (24. september 1944 i Nakskov – 10. september 2010) var en dansk maskinarbejder, politiker og tidligere borgmester for Nakskov Kommune. Han repræsenterede Socialistisk Folkeparti i Folketinget fra 13. november 2007 til sin død, valgt for Socialistisk Folkeparti i Lollandkredsen (Sjællands Storkreds).
Han var partiets ordfører i sager vedrørende kommunalpolitik.
Flemming Bonne Hansen blev født den 24. september 1944 i Nakskov og var søn af politiassistent Hans Åge Hansen og telefonistinde Alice Marie Hansen. Han var gift med Hanne. Parret havde to voksne børn, Tina og Claus.
Folkeskole, Nakskov, 1951 – 1959, Mesterlære som maskinarbejder, Thrige Titan, 1959 – 1963, Fagbevægelsens interne uddannelser, Dansk Metal, Beskæftigelseskonsulent, Nakskov Kommune fra 1978 til 1997.
Medlem af Storstrøms Amtsråd 1978-1982. Medlem af Nakskov Byråd 1982-2006. Medlem af bestyrelsen for Kommuneforeningen Storstrøms Amt 1998-2005. Borgmester i Nakskov Kommune 1998-2006. Formand for bestyrelsen for Nakskov Erhvervsfond 1998-2007. Medlem af bestyrelsen for det fælleskommunale affaldsselskab I/S Refa 1998-2007. Næstformand SEAS-NVE Transmission A/S fra 2000-2007. Formand for bestyrelsen for Baltic Sea Solution Erhvervsdrivende Fond 2004-2006. Formand for bestyrelsen for Lolland Energi Holding A/S 2005-2007. Formand for bestyrelsen for Nakskov EL-Net A/S 2005-2007. Medlem af bestyrelsen for Miljølaboratoriet 2006-2007. Medlem for bestyrelsen for Nakskov Energiservice A/S. Medlem af Kommunernes Kontaktråd i Region Sjælland. Anden næstformand i Det Regionale Beskæftigelsesråd Sjælland/Hovedstaden.

## Eksterne kilder
- Flemming Bonne på gravsted.dk
- Flemming Bonne på Folketingets hjemmeside
- Kend Din Kandidat | TV 2 om Flemming Bonne Hansen (Webside ikke længere tilgængelig)

|  | Artiklen om politikeren Flemming Bonne kan blive bedre, hvis der indsættes et (bedre) billede. Du kan hjælpe ved at afsøge Wikimedia Commons for et passende billede eller uploade et godt billede til Wikimedia Commons iht. de tilladte licenser og indsætte det i artiklen. |